# Stinsen brinner... filmen alltså
Stinsen brinner... filmen alltså är en svensk långfilm från 1991 av Galenskaparna och After Shave, baserad på musikalen Stinsen brinner. Filmen såg till stor del ut som musikalen, dock med vissa undantag. Ett av dessa var låten Hård kärlek.

## Handling
Filmens ramhändelse är den samma som musikalen med samma namn. Den handlar också om hur stolta och tjuriga vissa människor kan vara; människor som inte vill erkänna att de hade eller sade fel, fast det är helt uppenbart. Den handlar om konsekvenser vid ett sådant tillfälle. Filmen spelades in på och kring stationen i Vedum, men namnet Vedum byttes ut mot Svedum.

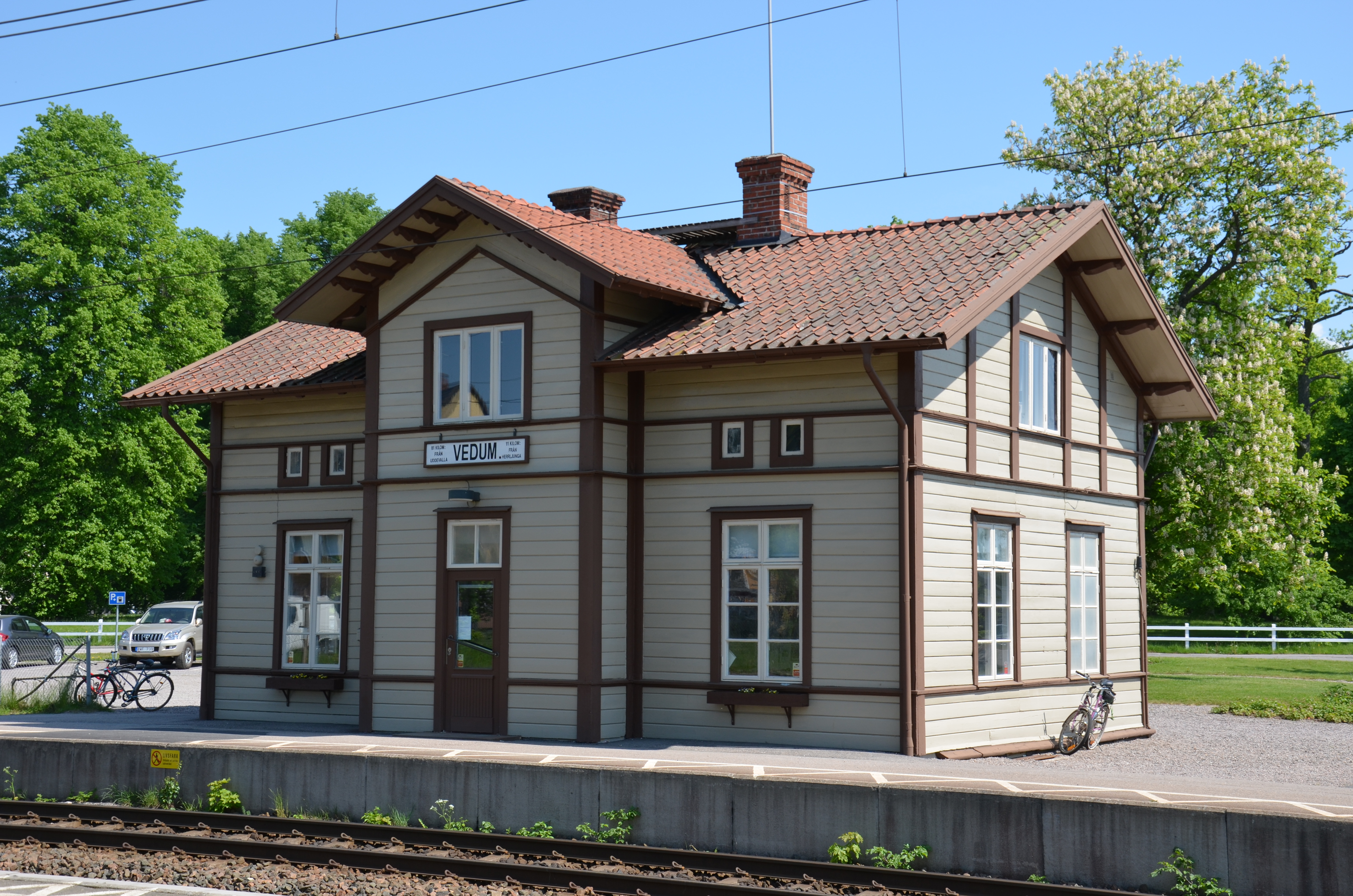
Stationen i Vedum, filmens Svedum.

## Om filmen
Stinsen brinner... filmen alltså har visats i SVT, bland annat i december 2020.

## Rollfigurer
- Axel Hansson är stationens stins, som älskar tåg mer än allt i hela världen, och vägrar inse att stationen är nedlagd, spelad av Anders Eriksson.
- Sören är Axels vän och kollega, han sjunger alltid tills han blir glad, håller hela tiden förgäves på att fernissa en bänk, spelad av Knut Agnred.
- Harry Jernfeldt är en gnällig medelålders traditionell svensk tjänsteman som alltid har en tidning i handen, spelad av Peter Rangmar.
- Ernst Ivarsson är en man med mycket neutralt utseende som ska överraska sin syster med en tårta, som hela tiden tjatar om stinsens chef, byrådirektör Gerhard Vilén, som han upptäckte sittande i en säck, spelad av Jan Rippe.
- Gerhard Vilén är byråchef på Statens järnvägar som inte kan ändra sig och som kommer till stationen för att meddela nedläggningsbeslutet. Han tillbringar en stor del av filmen nedstoppad i en säck märkt "SJ", spelad av Claes Eriksson.
- Sven Sidney är en filosoferande skulptör, som blivit anställd att skulptera stationens staty som kommer in två år för sent, spelad av Peter Rangmar.
- Jerry Kopp är en raggare som är cool "så in i helvete", och som äntligen gett sig ut i världen för att se sig om då världen är för liten för honom ("some place where I get room"), spelad av Claes Eriksson.
- Artisten Per Fritzell från After Shave deltar också i filmen med ett flertal mindre roller. Han spelar bland annat polisen, pastorn, statyn och mannen från hembygdsföreningen. Fritzell har ytterligare två roller i filmen där han tillsammans med Knut Agnred (Sören) spelar en av de två männen som vill bygga om stationen till en pizzeria. Även det misslyckade rånarparet (Göte & Jack) som förväxlar stationen med en bank, spelas av samma personer. Göte spelas av Agnred, medan Jack spelas av Fritzell. Oftast är Fritzells rollfigurer glada men aningen blygsamma och inkompetenta.

## I rollerna

### Galenskaparna och After Shave
- Anders Eriksson – Axel Hansson
- Knut Agnred – Sören Skärberg/Emilio/Göte Kåla
- Peter Rangmar – Harry Jernfeldt/Sven Sidney/Harry Jernfeldts pappa
- Jan Rippe – Ernst Ivarsson/Rafael
- Claes Eriksson – Gerhard Vilén/Jerry Kopp
- Kerstin Granlund – Mona Hansson/Rosa Flodqvist/Rigmor Assarsson/Sekreteraren/Jerry Kopps mamma/Jerry Kopps första kärlek
- Per Fritzell – Stellan Larsson/Teddy Roos/Bror-Ivar Lunne/Angelo/Torgny Assarsson/Jack Silverdal/Rudolf

### Andra skådespelare
- Folke Lindh – pappan

## Musik i filmen
Redovisas i den ordning de spelas.
1. Sörens sång (Sören Skärberg, Harry Jernfeldt, Ernst Iversson, Stellan Larsson &Rosa Flodqvist/Knut Agnred, Peter Rangmar, Jan Rippe, Per Fritzell & Kerstin Granlund)
2. Tågtokig (Axel Hansson & Sören Skärberg/Anders Eriksson & Knut Agnred)
3. Bragdmamma (Rosa Flodqvist, Teddy Roos, Harry Jernfeldt, Ernst Ivarsson, Sören Skärberg & Axel Hansson/Kerstin Granlund, Per Fritzell, Peter Rangmar, Jan Rippe, Knut Agnred & Anders Eriksson)
4. Harrys sång (Harry Jernfeldt, Axel Hansson & Sören Skärberg/Peter Rangmar, Anders Eriksson och Knut Agnred)
5. Jerrys tunga sång (Jerry Kopp/Claes Eriksson)
6. Axels visa vals (Bror-Ivar Lunne, Axel Hansson, Sören Skärberg, Mona Hansson, Ernst Ivarsson och Harry Jernfeldt/Per Fritzell, Anders Eriksson, Knut Agnred, Kerstin Granlund, Jan Rippe & Peter Rangmar)
7. Pappa, jag vill ha en italienare (Angelo, Emilio & Dottern/Per Fritzell, Knut Agnred & Kerstin Granlund)
8. Min broder och jag och polisen (Torgny Assarsson & Rigmor Assarsson/Per Fritzell & Kerstin Granlund)
9. En sång och dansman (Sören Skärberg & Axel Hansson/Knut Agnred & Anders Eriksson)
10. Statyn (Rudolf, Axel Hansson, Sören Skärberg, Sven Sidney, Rafael & Mona Hansson/Per Fritzell, Anders Eriksson, Knut Agnred, Peter Rangmar, Jan Rippe, & Kerstin Granlund)
11. Stinsen brinner (Gerhard Vilén, Sören Skärberg, Mona Hansson, Stellan Larsson, Axel Hansson, Harry Jernfeldt & Ernst Ivarsson /Claes Eriksson, Knut Agnred Kerstin Granlund, Per Fritzell, Anders Eriksson, Peter Rangmar & Jan Rippe)
12. Sörens sång (instrumental version)